# Silvia Navarro
Silvia Angelica Navarro Barva (Irapuato, 14 de setembro de 1978) é uma atriz mexicana. No Brasil é conhecida por protagonizar às novelas  Mañana es para siempre, Mi corazón es tuyo, Cuando me enamoro, la suerte de Loli, Caer en tentación e La candidata

## Biografia
Quando criança Silvia fez sua primeira participação em uma novela em "Una Mujer Marcada" onde interpretou a filha do protagonista da trama. Ainda bebê Silvia participou de diversos comerciais. Aos 7 anos de idade  fez teste para a telenovela infantil Carrusel um dos maiores fenômenos infantis da época de 80 e ganhou um dos papéis principais na trama mas teve que deixar o projeto. Com a separação de seus pais, foi viver com seu pai, sua madrasta e meio irmãos em outra cidade. Aos 18 anos, foi anfitriã do programa de competições A la cachi, cachi porra transmitido pelo Canal Once, e a partir daí passou a ter fama e foi tendo em conta para os diferentes projetos da TV Azteca.
Em 1998, fez testes para a novela Perla e ficou com o papel principal na trama. Perla foi sua primeira novela e sua primeira prontagonista. A novela foi muito bem sucedida. 
No ano seguinte em 1999 Silvia protagonizava sua segunda novela para a televisão Azteca CatalinaYSebastian a novela foi um verdadeiro sucesso chegando a ser vendida internacionalmente a diversos países e marcou a parceria de Silvia e Sérgio Basanez em novelas,depois desta vieram a protagonizar mais duas novelas juntos.
Em 2000, protagonizava sua terceira novela para a Televisão Azteca La calle De Las Novias onde compartilhou dos créditos principais com o ator Juan Manuel Bernal. 
Em 2001, protagonizava sua quarta novela para a Azteca 
Cuando Seas Mía remake da novela colombiana Café com Aroma de Mulher, onde interpretou Paloma e protagonizou novamente com o ator Sérgio Basanez. A novela fez um sucesso estrondoso, a repercussão foi tão grande que por mais de uma vez chegou a pegar a liderança em sua época de transmissão, Televisa transmitia Salomé no mesmo horário. Cuando Seas Mía é até hoje uma das novelas de maior audiência e vendas internacional da história do canal.
Em 2002, protagonizava sua quinta novela para a Azteca La Duda. 
Em 2003, protagonizava sua sexta novela para a Televisão Azteca 
La Heredera onde mais uma vez compartilhava dos créditos principais com o ator Sérgio Basanez.
Em 2006, após três anos de ausência do estrelato, retorna protagonizando sua sétima e última novela para a TV Azteca, Montecristo, remake de uma novela Argentina do mesmo nome cuja história é baseada no livro de O Conde de Montecristo. Silvia compartilhou dos créditos principais com o ator argentino Diego Olivera. A novela foi um verdadeiro sucesso e marcou a despedida de Silvia do canal 11.
Uma curiosidade é que no mesmo ano Silvia foi contemplada para Pasión, última telenovela da trilogia de novelas de época da produtora Carla Estrada. Carla queria Silvia nos rolos principais de sua novela mas devido ao seu contrato, Silvia não pode aceitar e o papel ficou nas mãos de Susana González. 
Em 2007 Silvia protagonizou o filme Labios Rojos ao lado de Jorge Salinas uma produção de Rafa Lara. Mas o filme só foi lançado em 2011 pois queriam que fosse lançado ao mesmo tempo nos Estados Unidos. 
No mesmo ano, estrela no filme Amor letra por letra, ao lado de Plutarco Haza. 
No início de 2008, os rumores de que Silvia estava com os pés na Televisa voltaram a surgir e desta vez acabou por ser verdade. Em 23 de agosto, ela é integrada ao elenco da produção de Nicandro Díaz González, Mañana es para siempre. Ela interpretou a personagem principal, "Fernanda Elizalde Rivera", ao lado de Fernando Colunga
Em 2010, protagonizava sua segunda novela para a Televisa, desta vez com o produtor Carlos Moreno Languillo, protagonizando Cuando me enamoro remake da novela A Mentira junto com o ator Argentino Juan Soler. A novela fez um verdadeiro sucesso e está até hoje no top dos últimos capítulos mais vistos da Televisa de 2010 para cá.
Em 2012, Silvia segue novamente com a parceria com Carlos Moreno e protagoniza sua  terceira novela para a Televisa. Desta vez interpretando Camila Monterde compartilhando créditos principais com o ator Chileno Cristián de la Fuente. A novela fez muito sucesso e foi muito bem sucedida.
Em 2014, protagonizava sua quarta novela para a Televisa, dessa vez  interpretando a divertida Ana Leal, em Mi corazón es tuyo junto com o ator Mexicano Jorge Salinas 
A novela fez um sucesso estrondoso, a repercussão foi  tanta que o produtor da novela Juan Osório decidiu filmar o que seria o último capítulo da trama em um estádio de futebol onde centenas de pessoas acompanhavam em tempo real o batizado das gêmeas de "Ana Leal e Fernando" com o final das gravações o elenco principal ainda se reuniu no teatro contando a história da trama. Além de ser um sucesso na tv, Mi Corazón Es Tuyo a obra também fez sucesso. 
No ano seguinte a novela ganha três das principais categorias dos prêmios Tyynovelas sendo uma delas de melhor TELENOVELA desbancando outras como 
El Color de La Pasión Lo Que La Vida Me Robo Yo No Creo En Los Hombres, 
Melhor ator com Jorge Salinas e melhor atriz juvenil com Paulina Goto.
Curiosidade: Silvia Navarro engravidou no meio das gravações da novela e em 2015 nasceu seu primogênito Leon Casanova Navarro fruto da sua relação com o empresário Gerardo Casanova.
Em 2016, protagonizava sua quinta novela para a Televisa La Candidata produção de Gisele González onde interpreta a senadora Regina Bárcenas. Desta vez compartilhou dos créditos principais com o ator Victor González.
Em 2017, protagoniza sua sexta novela para a Televisa Caer en tentación onde mais uma vez trabalhou em uma produção de Giselle González interpretando desta vez Raquel Cohen, compartilhando dos créditos principais junto com os atores  Adriana Louvier e Gabriel Soto.
Em 2018, Silvia fez um Teatro "Donde Los mundos Colapsan" onde contrascenou ao lado de Osvaldo Benavides.
Em 2020, Silvia gravou o Filme "Se busca papá". E começaram a surgir boatos de que estava na Telemundo, boatos estes que foram confirmados pela própria atriz em sua conta no Instagram, anunciando sua nova novela "La Suerte de Loli" ao lado de Gaby Spino e Osvaldo Benavides. A novela foi ao ar no dia 26 de janeiro de 2021 onde interpretou a personagem principal. No fim de 2021, Silvia gravou o filme Papá o Mamá, onde protagonizou ao lado de Mauricio Ochmann que foi ao ar no dia 29 novembro de 2023
Em 2022 foi ao ar um filme que Silvia gravou em 2019 "Pobre Familia Rica". e terminou as gravações do filme "Familia Nacional" onde interpretou a personagem Kippy, que saiu nos cinemas no dia 28 de dezembro de 2023. Em 2022, Navarro interpretou "Glória" na série "Tengo que morir todas las noches", que fala a história sobre como era a vida das pessoas da comunidade LGBTQIAPN+ no México nos anos 80.
Em 2023 Silvia voltou para Televisa e gravou uma série chamada "Juegos interrumpidos" onde contracenou novamente ao lado de Jorge Salinas depois de 9 anos, os dois dividiram a cena também ao lado do ator David Chocarro. A série foi ao ar no dia 30 de agosto de 2024 pela plataforma VIX. No mesmo ano de 2023 a atriz gravou o fime "Intercambiadas" ao lado de Michelle Rodríguez. O filme teve a sua estreia no dia 27 de setembro de 2024 também pela plataforma VIX.
Em 2024 a atriz gravou o filme Déjame estar contigo, que foi ao ar no dia 30 de janeiro de 2025. Navarro também fez uma participação especial no filme Un mundo Para mí que teve sua estreia na Argentina.

## Vida pessoal
De 2007 a 2010 Silvia Navarro esteve em um relacionamento com o ator espanhol Fernando Alonso. Em 2012 iniciou uma relação com Gerardo Casanova com quem teve seu primeiro filho Leon Casanova Navarro que nasceu no dia 6 de setembro de 2015. Mas ao final de 2019 Silvia e Gerardo se separaram. Em 2023, Silvia iniciou uma relação com o ator Argentino Fabricio Mercado

## Filmografia

### Televisão
| Ano  | Título                 | Personagem                                        | Notas        |
| ---- | ---------------------- | ------------------------------------------------- | ------------ |
| 1998 | Perla                  | Perla Altamirano                                  | Protagonista |
| 1999 | Catalina y Sebastián   | Catalina Negrete Rivas                            | Protagonista |
| 2000 | La calle de las novias | Aurora Sánchez                                    | Protagonista |
| 2001 | Cuando seas mía        | Teresa Suárez "Paloma" / Elena Olivares           | Protagonista |
| 2002 | La duda                | Victoria Altamirano                               | Protagonista |
| 2004 | La heredera            | María Claudia Madero Grimaldi                     | Protagonista |
| 2006 | Montecristo            | Laura Ledesma de Lombardo                         | Protagonista |
| 2008 | Mañana es para siempre | Fernanda Elizalde Rivera                          | Protagonista |
| 2010 | Cuando me enamoro      | Renata Monterrubio Álvarez / Regina Gamba Soberon | Protagonista |
| 2012 | Amor Bravío            | Camila Montaner Santos                            | Protagonista |
| 2014 | Mi corazón es tuyo     | Ana Leal Fuentes de Lascuráin                     | Protagonista |
| 2016 | La candidata           | Regina Bárcenas Ríos de San Román                 | Protagonista |
| 2017 | Caer en tentación      | Raquel Cohen Nasser de Becker                     | Protagonista |
| 2021 | La suerte de Loli      | Dolores "Loli" Aguilar Balderas                   | Protagonista |
| 2024 | Juegos Interrumpidos   | Karen Villa                                       | Protagonista |

### Cinema
- Déjame Estar Contigo (2025) - Raquel
- Intercambiadas (2024) - Paola

- Papá o Mamá (2023) - Florencia
- Familia Nacional (2023) - Tía Kippy

- Pobre Familia Rica (2021) - Laura

- Se busca Papá (2020)- Fernanda

- Beauty and the Beast (2017) - Narra o começo do filme

- Finding Dory (2016) - Destiny
- La dictadura Perfecta (2014) - Lucía Garza
- Asesino cereal (2009) - Ángel
- Te presento Laura (2009) - Andrea
- Cabeza de Buda (2009) - Magdalena
- Amor letra por letra (2008) - Hannah
- Cabeza de Buda (2008) - Magdalena
- Labios rojos (2007) - Blanca
- Dragones: destino de fuego (2006) - Marina (Voz)
- Mujer alabastrina (2006)  - La Güera
- Robando el rock and roll (2002)  - Cortometraje

Serie
- Revolucionarias (2010) - Elena Armendi

- Tengo que morir todas las noches (2023) - Glória

## Teatro
- Donde los mundos colapsan (2018) - Valeria[4]
- Mi corazón es tuyo (2015) - Ana Leal[5]
- El misántropo o el violento enamorado (2014) - Celimena
- Locos de amor (2013) - May[6]
- Sin cura (2011) - Elena
- Todos eran mis hijos (2009) - Ann Deever
- Chicas católicas (2007) - Eva Durazo
- Químicos para el amor (2005) - Larissa /Julia /Regina
- El Tenorio cómico (2005) - Doña Inés
- Mar Muerto (2005) - Maku

## Prêmios e Indicações
| Ano  | Festival                                                      | Categoria                                   | Nomeações                 | Resultado |
| ---- | ------------------------------------------------------------- | ------------------------------------------- | ------------------------- | --------- |
| 2003 | Prêmio Las Palmas de Oro                                      | Melhor Atriz Protagônica                    | La duda                   | Venceu    |
| 2007 | Prêmios de la Asociación de Cronistas y Periodistas Teatrales | Melhor Atriz Revelação                      | Mar muerto                | Venceu    |
| 2009 | Prêmio Diosas de Plata                                        | Revelação Feminina                          | Amor letra por letra      | Venceu    |
| 2009 | Prêmios People en Español                                     | Melhor Atriz                                | Mañana es para siempre    | Indicada  |
| 2009 | Prêmios People en Español                                     | Melhor Par Romântico (com Fernando Colunga) | Mañana es para siempre    | Venceu    |
| 2009 | Prêmios People en Español                                     | Surpresa do Ano                             | Mañana es para siempre    | Venceu    |
| 2010 | Prêmios de la Asociación de Cronistas y Periodistas Teatrales | Melhor Co-Atuação Feminina                  | Todos eran mis hijos      | Venceu    |
| 2010 | Prêmios de la Agrupación de Periodistas Teatrales             | Melhor Atriz                                | Todos eran mis hijos      | Indicada  |
| 2011 | Prêmios People en Español                                     | Melhor Atriz                                | Cuando me enamoro         | Indicada  |
| 2012 | Prêmios People en Español                                     | Melhor Atriz                                | Amor bravío               | Indicada  |
| 2012 | Prêmio TV Adicto Golden Awards                                | Melhor Atriz Protagonista                   | Amor bravío               | Venceu    |
| 2013 | Premios Juventud                                              | ¡Chica que me quita el sueño!               | Amor bravío               | Indicada  |
| 2014 | Prêmios People en Español                                     | Melhor Atriz                                | Mi corazón es tuyo        | Venceu    |
| 2015 | Premios Juventud                                              | Protagonista Favorita                       | Mi corazón es tuyo        | Venceu    |
| 2015 | Prêmio Diosas de Plata                                        | Melhor Co-Atuação Feminina                  | La dictadura perfecta     | Indicada  |
| 2017 | Prêmio TVyNovelas                                             | Melhor Atriz Protagonista                   | La candidata              | Indicada  |
| 2018 | Prêmio TVyNovelas                                             | Melhor Atriz Protagonista                   | Caer en tentación         | Indicada  |
| 2019 | Premios de la Agrupación de Periodistas Teatrales (APT)       | Melhor Atriz                                | Donde los mundos colapsan | Indicada  |